# Нунташи (Констанца)
Нунташи (рум. Nuntași) насеље је у Румунији у округу Констанца у општини Истрија. Oпштина се налази на надморској висини од 13 m.

## Становништво
Према подацима из 2002. године у насељу је живело 1196 становника.

### Попис2002.
| Расподела становништва по националности 2002.‍ | Расподела становништва по националности 2002.‍ | Расподела становништва по националности 2002.‍ | Расподела становништва по националности 2002.‍ | Расподела становништва по националности 2002.‍ |
| --------------------------------------------- | --------------------------------------------- | --------------------------------------------- | --------------------------------------------- | --------------------------------------------- |
|                                               |                                               |                                               |                                               |                                               |
| Румуни                                        | Румуни                                        |                                               | 1.164                                         | 98,2%                                         |
| Роми                                          | Роми                                          |                                               | 15                                            | 1,3%                                          |
| други                                         | други                                         |                                               | 6                                             | 0,5%                                          |